# Буйвалово
Бу́йвалово (укр. Буйвалове) — село,
Буйвалевский сельский совет,
Кролевецкий район,
Сумская область,
Украина.
Код КОАТУУ — 5922681501. Население по переписи 2001 года составляло 464 человека.
Является административным центром Буйвалевского сельского совета, в который, кроме того, входят сёла
Николаенково,
Неровнино,
Свидня
и посёлок Мирное.

## Географическое положение
Село Буйвалово находится в 4-х км от города Кролевец,
примыкает к сёлам Неровнино и Николаенково, на расстоянии до 1 км расположены село Свидня и посёлок Мирное.
Вокруг села небольшие лесные массивы.

## История
- Село Буйвалово известно в XVIII века.